# María Dolores Medina
Venerable Dolores Medina Zepeda  fue una conocida pasionista mexicana del siglo XIX.

## Biografía
Nació en la Ciudad de México el 3 de abril de 1860 y desde muy temprana edad quería ser Maestra y estudió como educadora con las hijas de la Caridad de San Vicente de Paúl.
Debido a la fuerte secularización del país en manos de Porfirio Díaz las hijas de la Caridad fueron expulsadas y ella continuó sus estudios en el convento Franciscano de Cuernavaca,  Morelos. Ya como maestra se preocupaba por la formación no solo escolar sino moral y religiosa, por lo cual y para esto el superior general de los Pasionistas el Beato Bernardo María de Jesús mandó sacerdotes Pasionistas para instaurar en México el carisma de la Pasión de Jesús. Entre esos padres estaba el reverendo Diego Alberici con el cual Dolores Medina Fundó la Congregación de las Hijas de la Pasión de Jesucristo y María Dolorosa.
Debido a las persecuciones religiosas que se presentaron desde 1912 a 1938 en el gobierno de Venustiano Carranza toda su obra junto con ello recibieron el exilio a Cuba. Ya en 1932 fundó el primer Colegio con el nombre de “Círculo Católico” en la Ciudad de México.
Supo recibir, guardar, e interpretar el espíritu Pasionista que transmitió con fidelidad a las generaciones. Ella murió de una parálisis siguientes.